# إريك هاتشينسون (سياسي)
إريك هاتشينسون هو سياسي أسترالي، ولد في 19 يونيو 1965 في لاونسستون في أستراليا. نشط حزبياً في الحزب الليبرالي الأسترالي. وقد انتخب مدير جزيرة نورفولك ‏ (1 أبريل 2017 – ) وانتخب عضو مجلس النواب الأسترالي ‏ عن دائرة Division of Lyons ‏ (7 سبتمبر 2013 – 2 يوليو 2016).

## وصلات خارجية
- الموقع الرسمي